# Hladov
Obec Hladov (německy Hungerleiden) se nachází v okrese Jihlava v Kraji Vysočina. Žije zde 175 obyvatel.
Sousedními obcemi sídla jsou Opatov, Dlouhá Brtnice, Sedlatice a Stará Říše. Součástí obce je rovněž osada Horní Konec.

## Název
Jak ukazuje jediný doklad ze středověku (1257), vesnice se původně jmenovala Pfaffendorf - "Kněžská ves". Název byl odvozen od skutečnosti, že vesnice pařila ženskému premonstrátskému klášteru v Nové Říši. Vesnice byla snad osídlena ještě po husitských válkách, poté byla opuštěna a obnovena až v 17. století pod jménem Hladov podle neúrodné půdy. Do němčiny bylo jméno převedeno zprvu jako Hungerleid - "Trápení hladem", od poloviny 18. v množném čísle (Hungerleiden). Podoba jména v písemných záznamech: Paffendorp (1257), Hladow (1678, 1718), Hungerlayd (1720), Hungerleyden (1751), Hungerleiden či Kladow (1846), Hungerleiden a Hladov (1872). 

## Historie

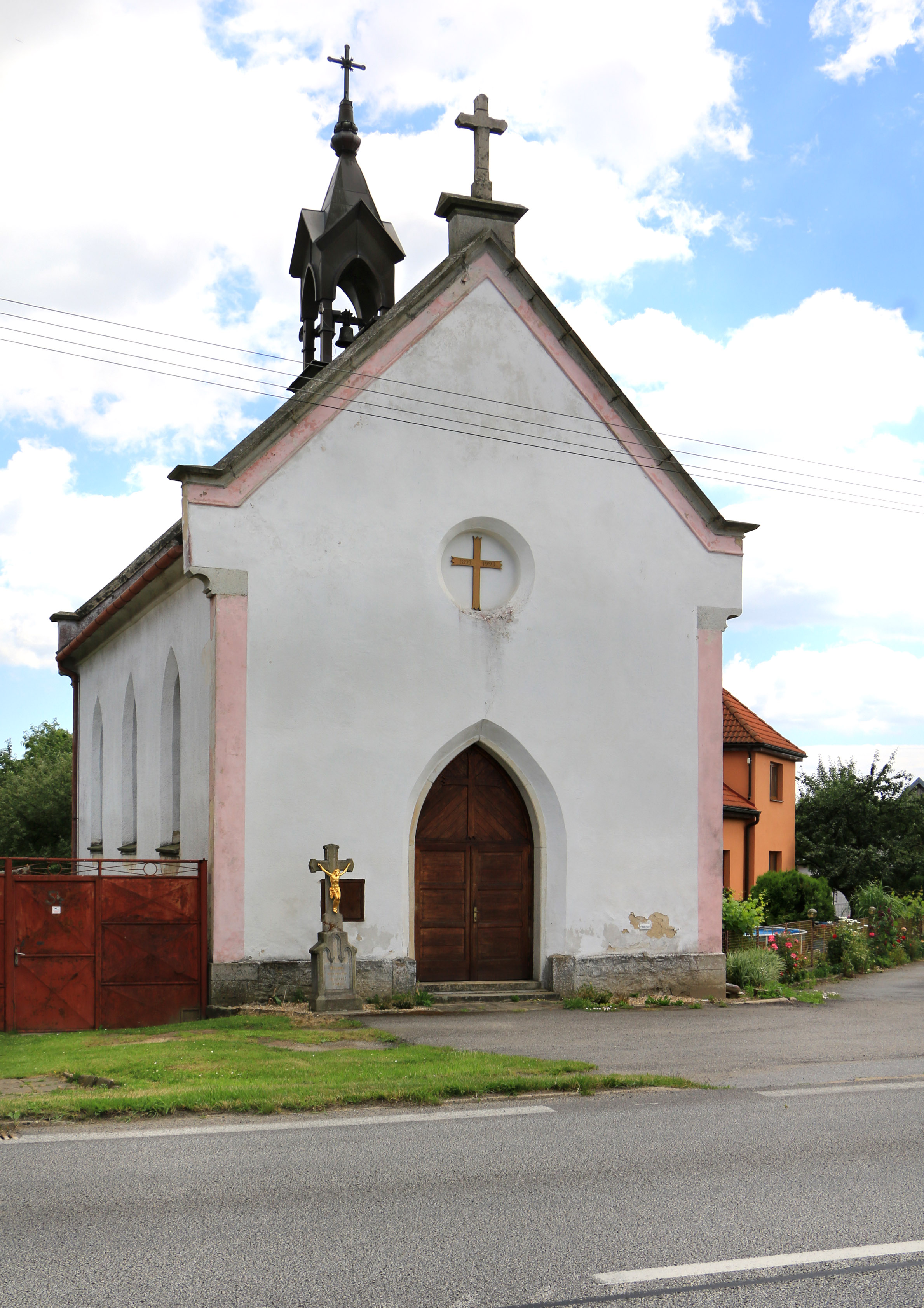
Kaple u hlavní silnice

První písemná zmínka o obci pochází z roku 1257. V roce 1534 vesnici koupilo město Jihlava. Zpustlá ves byla znovu obnovena v 17. století českým obyvatelstvem. Do roku 1849 byla součástí novoříšského panství. Podle vceňovacího operátu žilo roku 1843 ve vsi 254 obyvatel, z toho 133 mužů a 122 žen ve 36 domech a 56 domácnostech. Desátky se odváděly panství Nová Říše. Na pondělní týdenní trhy se z Hladova jezdilo do Třebíče. Po osvobození v roce 1945 náležel Hladov pod Okresní národní výbor v Dačicích až do roku 1949, kdy připadl pod správní okres Třešť a v jeho rámci pro nově vzniklý Jihlavský kraj. Při další územní reorganizaci v polovině roku 1960 byl připojen pod správní okres Jihlava a Jihomoravský kraj až do zrušení Okresního úřadu v Jihlavě koncem roku 2003. V roce 1980 byl Hladov připojen pod obec Dlouhá Brtnice, od roku 1990 je opět samostatnou obcí. Od roku 2003 spadá pod pověřený městský úřad v Jihlavě v samosprávném kraji Vysočina. Elektrifikována byla obec připojením na rozvodnou sít ZME Brno v roce 1938. Po roce 1945 byla v obci postavena hasičská zbrojnice.

## Přírodní poměry
Hladov leží v okrese Jihlava v Kraji Vysočina. Nachází se 8 km jižně od Stonařova a 2,5 km od Dlouhé Brtnice, 3,5 km západně od Opatova, 2,5 km severně od Sedlatic, 4,5 km severovýchodně od Staré Říše. Geomorfologicky je oblast součástí Křižanovské vrchoviny a jejího podcelku Brtnická vrchovina, v jejíž rámci spadá pod geomorfologický okrsek Markvartická pahorkatina. Průměrná nadmořská výška činí 653 metrů. Nejvyšší bod o nadmořské výšce 659 metrů se nachází jihovýchodě od obce. Hladovem protéká Hladovský potok, na němž se rozkládají rybníky Panenská hráz a Hladovský rybník. Památná lípa srdčitá roste ve volné krajině v blízkosti lesního porostu a polní cesty u studánky.

## Obyvatelstvo
Podle sčítání 1930 zde žilo v 52 domech 278 obyvatel. 275 obyvatel se hlásilo k československé národnosti a 1 k německé. Žilo zde 276 římských katolíků, 1 evangelík a 1 příslušník Církve československé husitské.
| Rok            | 1869 | 1880 | 1890 | 1900 | 1910 | 1921 | 1930 | 1950 | 1961 | 1970 | 1980 | 1991 | 2001 | 2011 |
| Počet obyvatel | 268  | 289  | 276  | 303  | 345  | 311  | 278  | 256  | 261  | 214  | 175  | 125  | 130  | 151  |

## Obecní správa a politika

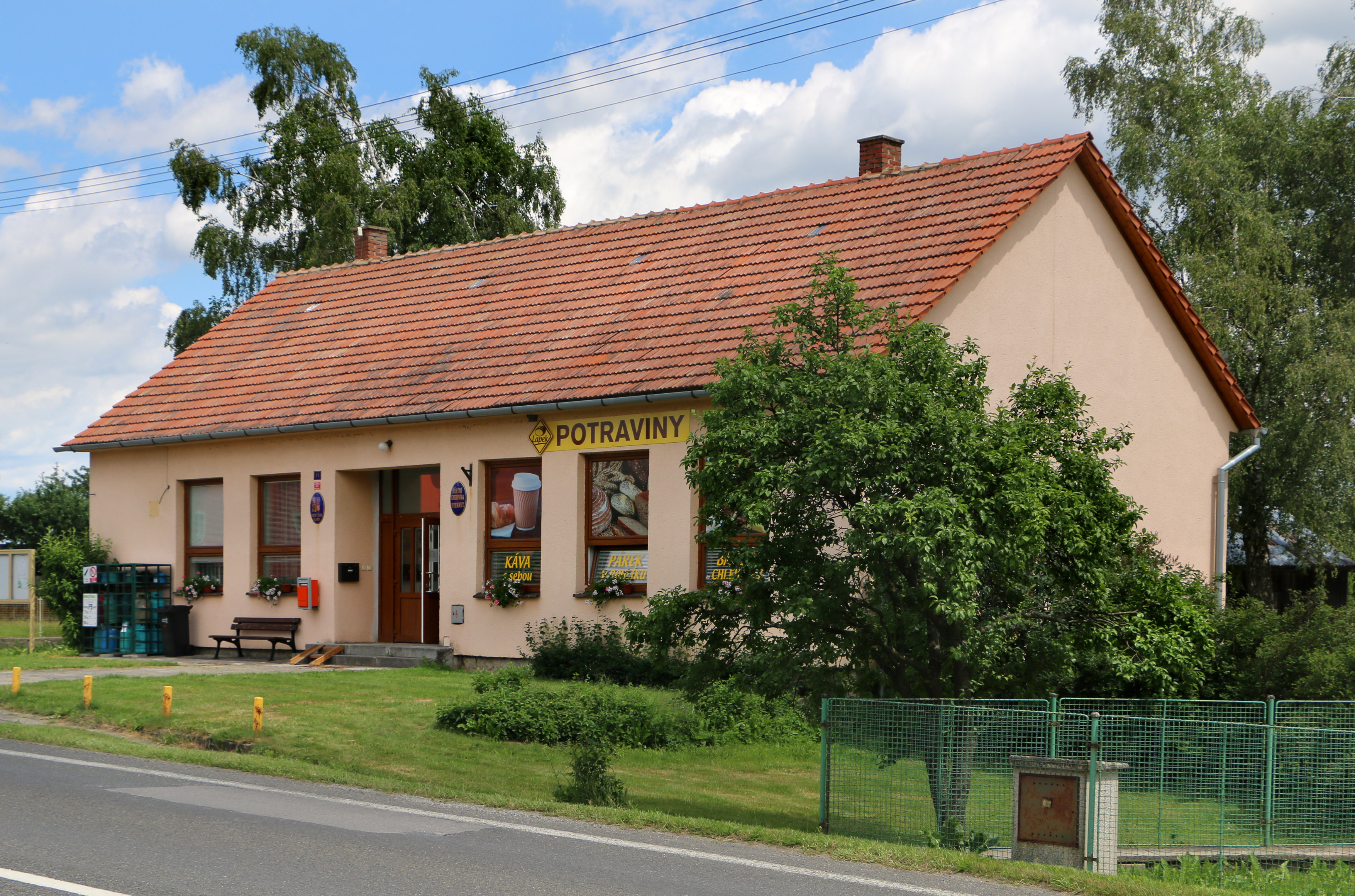
Obecní úřad a prodejna

Obec má sedmičlenné zastupitelstvo, v jehož čele stojí starosta Aleš Tomek. Hladov je členem Mikroregionu Třešťsko a Místní akční skupiny Třešťsko.
| Období    | Voliči | Účast v % | Mandáty | Výsledky  | Starosta   |
| --------- | ------ | --------- | ------- | --------- | ---------- |
| 2006–2010 | 111    | 56,76     | 7       | 7 KDU-ČSL | Jan Bartoň |
| 2010–2014 | 119    | 45,38     | 7       | 7 KDU-ČSL | Aleš Tomek |
| 2014–2018 | 143    | 47,55     | 7       | 7 KDU-ČSL | Aleš Tomek |

## Hospodářství a doprava
V obci sídlí firmy DRS Deštná s.r.o., LESY NEPOMUKY,s.r.o., POSPÍCHAL ČALOUNĚNÝ NÁBYTEK CZ a.s., LTK speed s.r.o. a Dřevovýroba Prokš, s.r.o. a nachází se zde čerpací stanice Agip - Eni. Obcí prochází silnice II. třídy č. 38 ze Želetavy do Dlouhé Brtnice. Dopravní obslužnost zajišťují dopravci ICOM transport a TRADO-BUS. Autobusy jezdí ve směrech Jihlava, Nová Říše, Stará Říše, Želetava, Budeč, Zadní Vydří, Znojmo, Hrotovice, Moravské Budějovice. Obcí prochází žlutě značená turistická trasa z Opatova do Nepomuk.

## Školství, kultura a sport
Budova školy byla postavena v Hladově v roce 1890. Vyučovalo se v ní až do 70. let 20. století, kdy byla pro malý počet žáků zrušena a žactvo bylo převedeno do Dlouhé Brtnice a do Stonařova. Působí zde Sbor dobrovolných hasičů a Myslivecké sdružení Hladov.

## Galerie

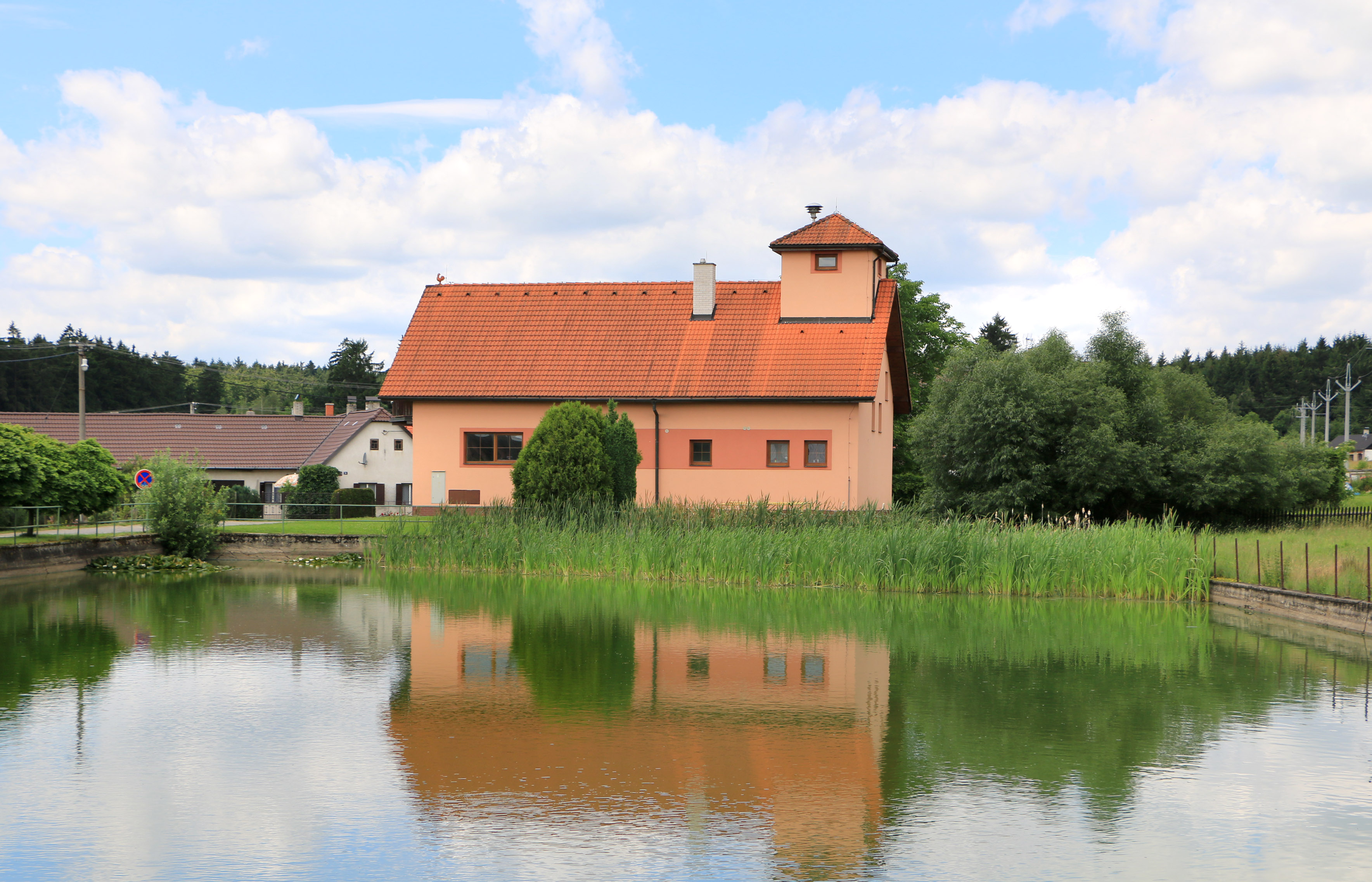
Dům čp. 77 u požární nádrže
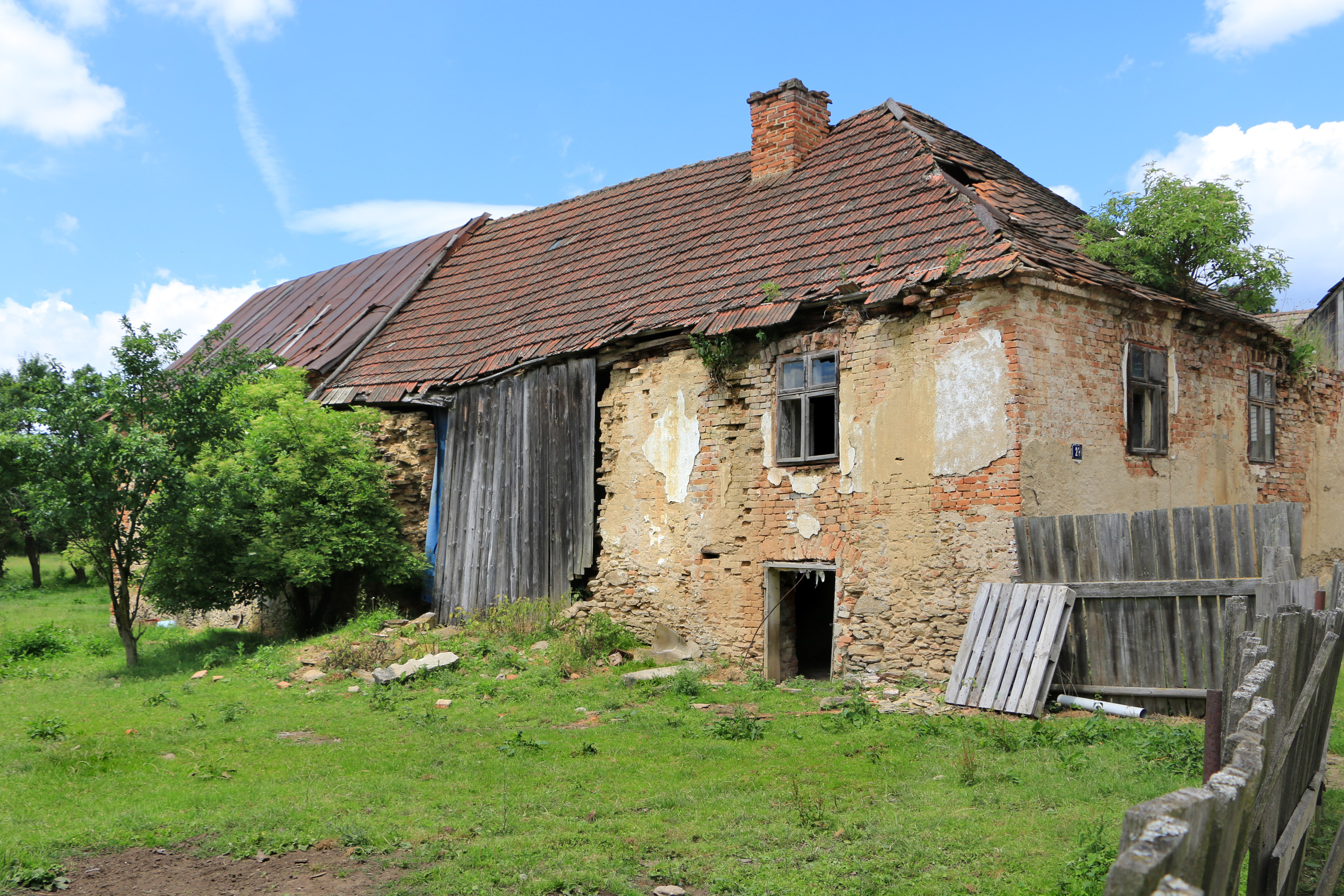
Ruiny
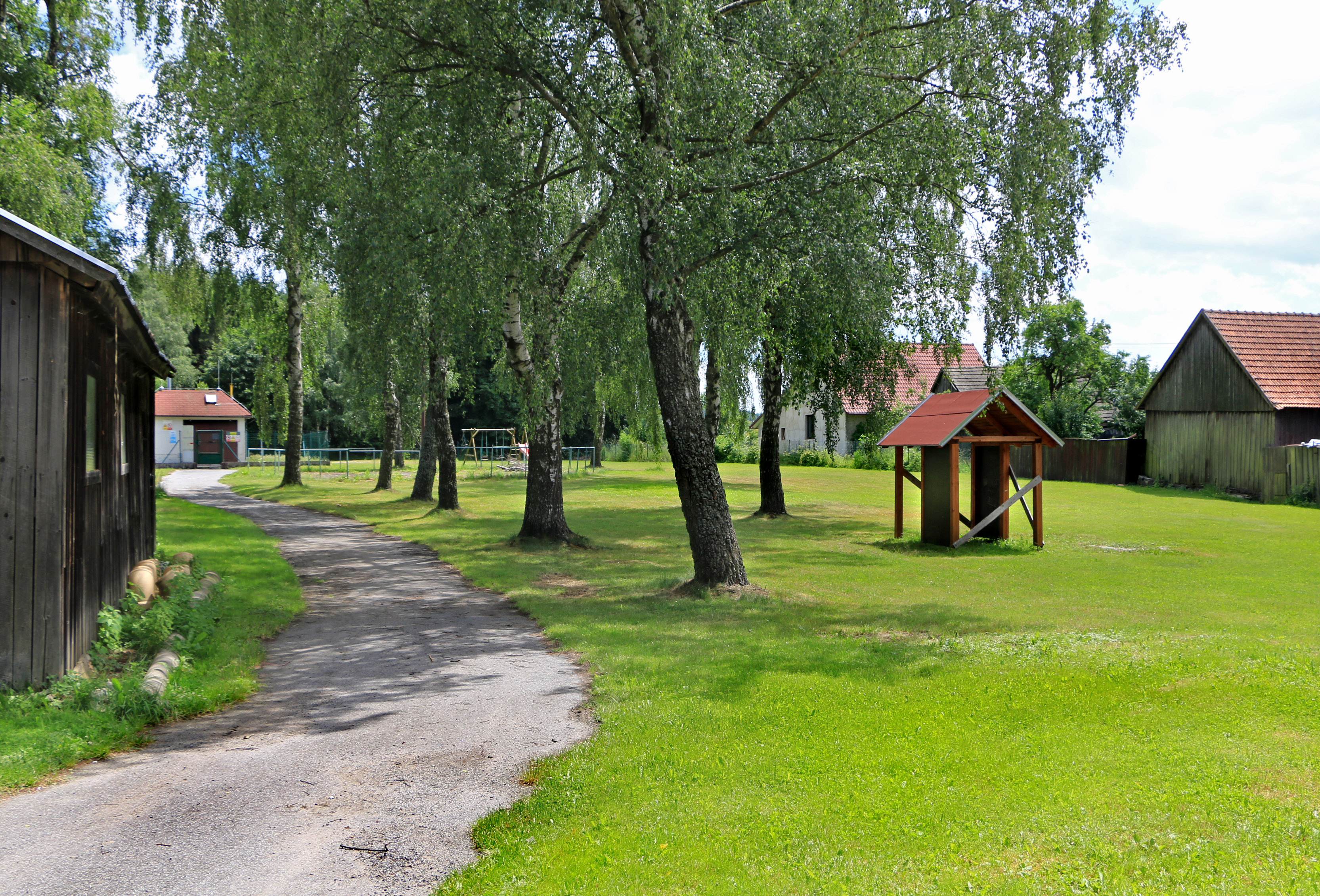
Hřiště na severu obce